# ASPT 75 Dragons de Paris
Gli ASPT 75 Dragons de Paris sono una squadra di football americano di Parigi, in Francia; la squadra femminile partecipa al Challenge Féminin.

## Dettaglio stagioni

### Tornei nazionali

#### Campionato

##### Challenge Féminin
| Stagione | regular season | regular season | regular season | regular season | regular season | regular season | playoff | playoff | playoff | playoff | playoff | playoff              | playoff             |
|          | Vin            | Par            | Per            | Tot            | PF             | PS             | Vin     | Per     | Tot     | PF      | PS      | risultato            | avversaria          |
| -------- | -------------- | -------------- | -------------- | -------------- | -------------- | -------------- | ------- | ------- | ------- | ------- | ------- | -------------------- | ------------------- |
| 2016     | 4              | 0              | 1              | 5              | 80             | 38             | -       | -       | -       | -       | -       | -                    | -                   |
| 2017     | 3              | 0              | 1              | 4              | 82             | 20             | 0       | 1       | 1       | 6       | 44      | Finale di Conference | Molosses d'Asnières |
| 2018     | 4              | 0              | 0              | 4              | 112            | 20             | 0       | 1       | 1       | 6       | 46      | Finale di Conference | Molosses d'Asnières |
| Totale   | 11             | 0              | 2              | 13             | 274            | 78             | 0       | 2       | 2       | 12      | 90      |                      |                     |

Fonti: Enciclopedia del Football - A cura di Roberto Mezzetti